# Parafia św. Stanisława Kostki w Zielonej Górze
Parafia pw. Świętego Stanisława Kostki w Zielonej Górze – rzymskokatolicka parafia, należąca do dekanatu Zielona Góra – Ducha Świętego, diecezji zielonogórsko-gorzowskiej, metropolii szczecińsko-kamieńskiej w Polsce.

## Historia parafii
1 sierpnia 2009 roku bp Stefan Regmunt erygował parafię pod wezwaniem św. Stanisława Kostki w Zielonej Górze.
Została wydzielona z terytorium parafii Najświętszego Zbawiciela w Zielonej Górze oraz parafii św. Alberta Chmielowskiego w Zielonej Górze, od której to otrzymała budynek z kaplicą przeznaczony do celebracji liturgicznych i z plebanią.

## Zasięg parafii
Ulice w Zielonej Górze: 

- ul. Stefana Batorego (numery nieparzyste od 1 do 69 oraz parzyste od 2 do 116),
- ul. Chemiczna,
- ul. Generała Jarosława Dąbrowskiego (numery parzyste od 4 do 92),
- ul. Energetyków (numery parzyste),
- ul. Harcerska,
- ul. Jana z Kolna,
- ul. Generała Mariana Langiewicza,
- ul. Ludowa,
- ul. Naftowa,
- ul. Obywatelska,
- ul. Rajska,
- ul. Zjednoczenia (numery nieparzyste od 101 do końca),
- ul. Zimna

## Proboszczowie
- ks. Krzysztof Foryś (1 sierpnia 2009 – 31 lipca 2015)
- ks. kan. dr Adrian Put (1 sierpnia 2015 – 1 sierpnia 2021)
- ks. kan. Robert Patro (od 2 sierpnia 2021 administrator, od 1. sierpnia 2022 proboszcz)